# Darwin Peña
Darwin Peña Arce (Santa Cruz de la Sierra, 8 de agosto de 1977) es un exfutbolista y actual entrenador boliviano. Se desempeñó como centrocampista. Posee el récord de partidos disputados y de goles convertidos con Real Potosí, club en el que jugó 11 temporadas, con la cifra de 93 goles y 353 encuentros.

## Selección nacional
Fue seleccionado boliviano en 14 oportunidades y anotó 1 gol. Además, participó con su selección en la Copa América 2007.

## Clubes

### Como jugador
| Club                     | País    | Año         |
| ------------------------ | ------- | ----------- |
| Bolívar                  | Bolivia | 1995 - 1998 |
| Real Potosí              | Bolivia | 1999        |
| Bolívar                  | Bolivia | 2000        |
| Real Potosí              | Bolivia | 2001 - 2003 |
| Oriente Petrolero        | Bolivia | 2004        |
| Blooming                 | Bolivia | 2005        |
| Real Potosí              | Bolivia | 2006 - 2007 |
| San José                 | Bolivia | 2008        |
| Real Potosí              | Bolivia | 2009        |
| The Strongest            | Bolivia | 2010        |
| Aurora                   | Bolivia | 2011        |
| Nacional Potosí          | Bolivia | 2012        |
| Blooming                 | Bolivia | 2012 - 2013 |
| Real Potosí              | Bolivia | 2013 - 2015 |
| Nacional Potosí          | Bolivia | 2015 - 2017 |
| Real Potosí              | Bolivia | 2017 - 2018 |
| Wilstermann Cooperativas | Bolivia | 2019        |

### Como asistente
| Club        | País    | Año  |
| ----------- | ------- | ---- |
| Real Potosí | Bolivia | 2019 |

## Palmarés

### Títulos nacionales
| Título           | Club        | Año    |
| ---------------- | ----------- | ------ |
| Primera División | Bolívar     | 1996   |
| Primera División | Bolívar     | 1997   |
| Primera División | Real Potosí | 2007-A |